# Guglielmo Burelli
Pour les articles homonymes, voir Burelli.
Guglielmo Burelli (né le 30 juin 1936 à Vicence en Vénétie en Italie) est un joueur de football italien, qui jouait en tant qu'arrière latéral.

## Biographie
Burelli commence sa carrière dans le club de sa ville natale, le Lanerossi Vicence en 1956.
Il fait ses débuts en Serie A sous le maillot du Lanerossi le 16 septembre 1956 lors d'un US Palerme-Vicence (3-1).
Il évolue ensuite pendant une année complète à la Juventus (il y dispute sa première rencontre le 18 septembre 1960 lors d'un succès 3-2 sur la Fiorentina), avec qui il remporte un championnat d'Italie et une coupe.
Il rejoint ensuite Bologne puis l'Udinese, et termine sa carrière à Varèse.

## Palmarès
Juventus
- Championnat d'Italie (1) :
  - Champion : 1960-61.

- Coupe d'Italie (1) :
  - Vainqueur : 1959-60.